# Bolognai csepp

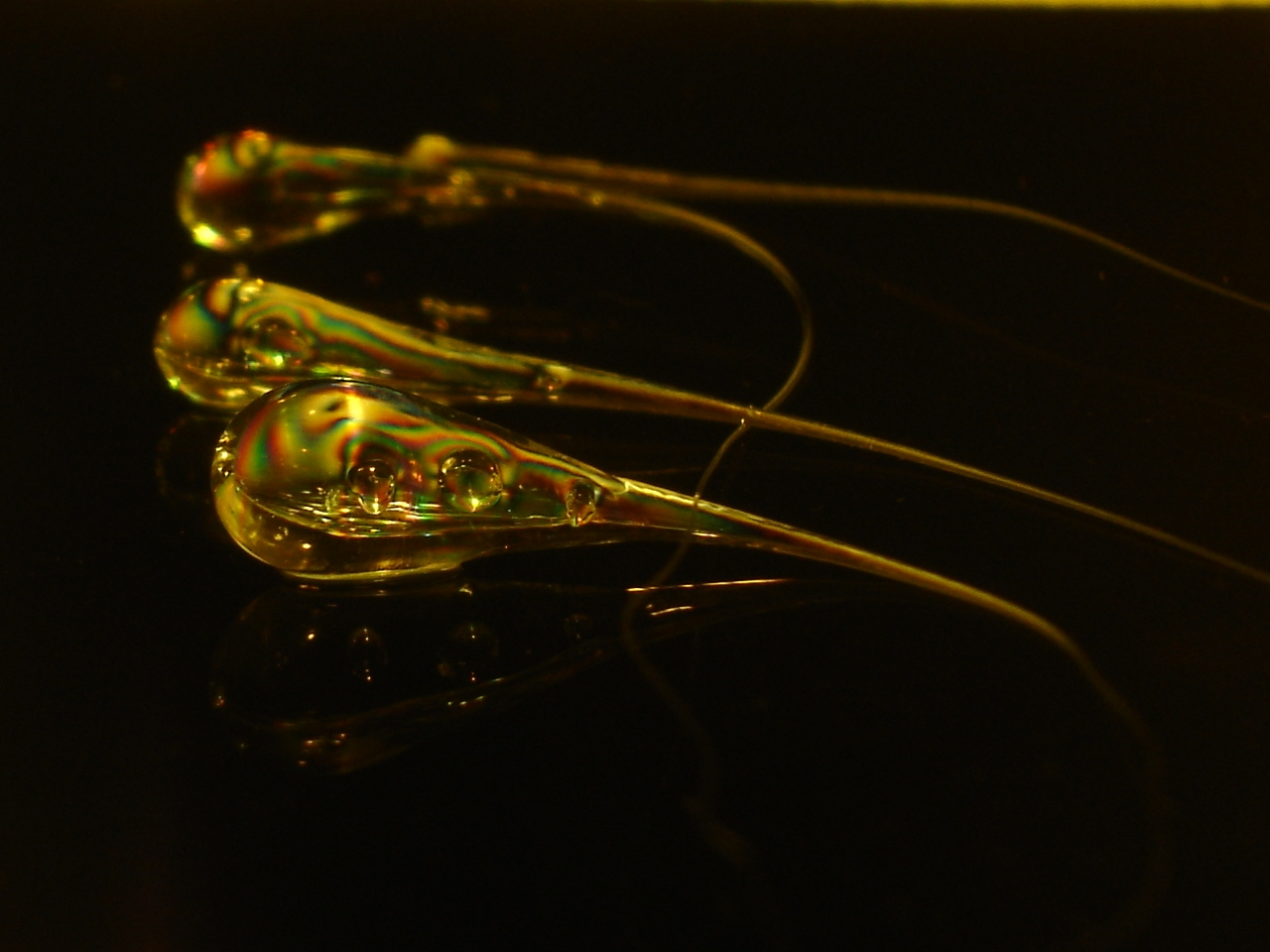
Rupert herceg cseppje

A bolognai csepp, bolognai üvegcsepp, spinglóc, vagy Rupert herceg cseppje egy üvegből készült csepp, amely a benne felhalmozódott feszültség miatt sajátos tulajdonságokkal bír. Az üvegdarab vastagabb végén rendkívüli terhelést is kibír, de ha vékonyabbik végét kisebb erőhatás éri, akkor darabokra robban.

## Jellemzői
A csepp úgy készül, hogy kis mennyiségű olvadt üveget cseppentenek hideg vízbe, és hagyják megszilárdulni. A tárgy külső rétegei gyorsabban hűlnek le, mint a belsőbb rétegek, és emiatt igen jelentős belső feszültség halmozódik fel benne, ami tartósan fenn is marad. A külső réteg a hirtelen megszilárdulás során összeszorul, kisebb térfogatú lesz, míg a belsőbb rész a lassabb lehűlés miatt nem veszít ilyen gyorsan a térfogatából, így a csepp külseje nyomást gyakorol a belsőbb részekre. Ha a szilárd külső réteg megsérül, a tárgy belsejében lévő feszültség rendkívül gyorsan – körülbelül 7000 kilométer per órás sebességgel –  talál utat magának, és a csepp szétrobban.

## Története

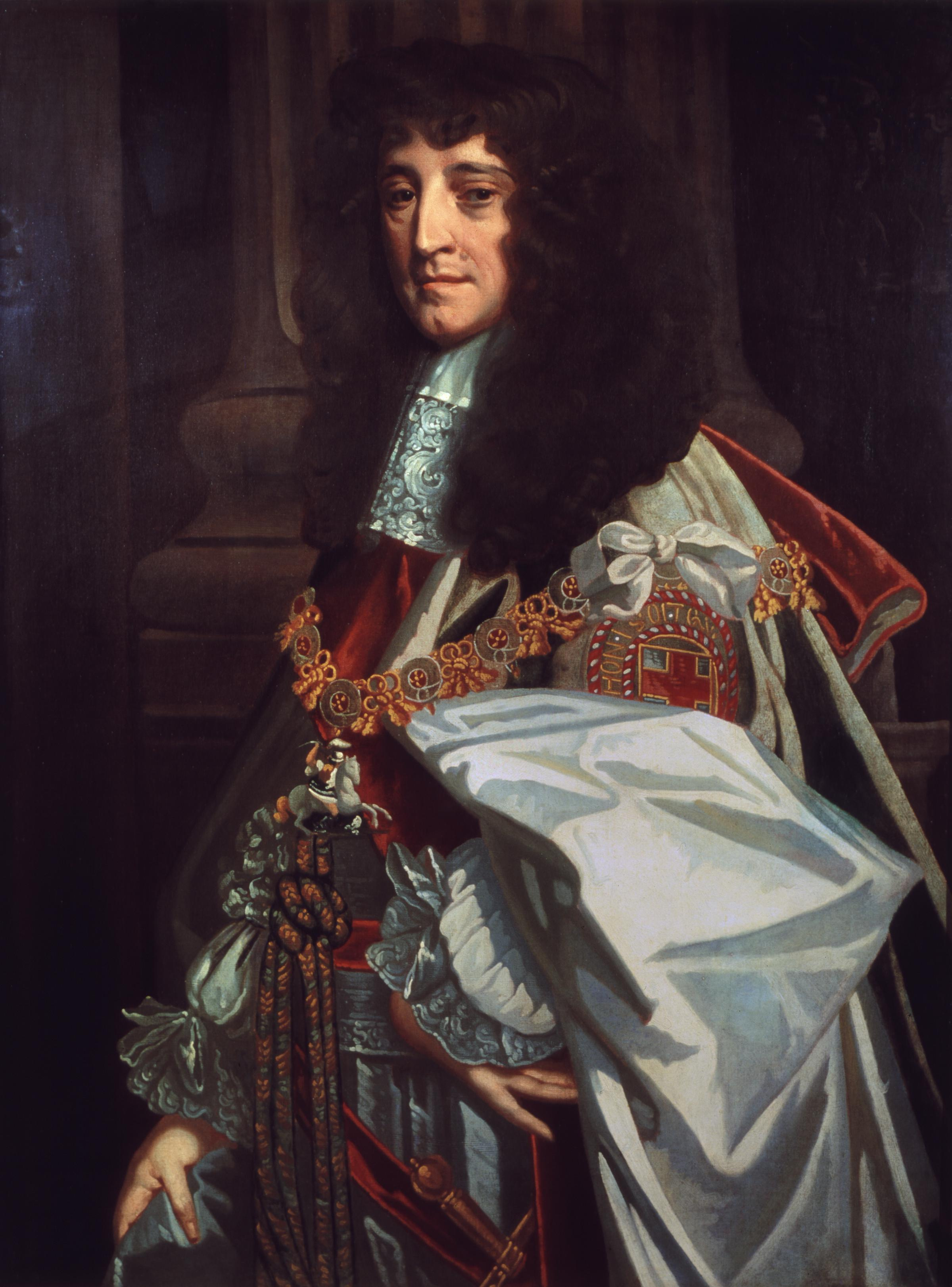
Rupert herceg

Rupert pfalzi herceg több cseppet ajándékozott II. Károly angol királynak trónra lépése alkalmából. A cseppek szokatlan tulajdonságai érdeklődést keltettek, és a cseppeket később is Rupert herceg cseppjeiként emlegették. Az angol király tudósai — például Robert Hooke — igyekeztek megmagyarázni a csepp viselkedését, de a teljes magyarázatot csak 1994-ben adta meg Munawar Chaudhri (Cambridge-i Egyetem) és Srinivasan Chandrasekar (Purdue Egyetem).